# Last Night on Earth (Lee Ranaldo and the Dust)
| Recensione | Giudizio |
| ---------- | -------- |
| AllMusic   | [ 1 ]    |
| Onda Rock  | [ 2 ]    |

Last Night on Earth è il decimo album da solista del musicista statunitense Lee Ranaldo, pubblicato l'8 ottobre 2013.

## Tracce
Testi e musiche di Lee Ranaldo.
1. Lecce, Leaving – 6:55
2. Key/Hole – 7:04
3. Home Chds – 7:29
4. The Rising Tide – 9:09
5. Last Night on Earth – 4:58
6. By the Window – 6:57
7. Late Descent #2 – 3:27
8. Ambulancer – 6:23
9. Blackt Out – 11:26

Traccia bonus
1. Late Descent #2 (Dusted Mix) – 3:28

## Formazione
- Lee Ranaldo – chitarra elettrica, voce
- Alan Licht – chitarra elettrica, campanelle, cori
- Tim Lüntzel – basso
- Steve Shelley – batteria, shaker, campanelle

### Altri musicisti
- John Medeski – organo, pianoforte, pianoforte elettrico
- Raul Fernandez Refree – ukulele su Last Night on Earth
- Elina Albach – clavicembalo su Late Descent #2, field recording su Late Descent #2
- Sage Ranaldo – cori su Blackt Out

### Personale tecnico
- Ted Young – produzione, ingegneria del suono, missaggio audio
- Aaron Mullan – ingegneria del suono
- Bentley Anderson – ingegneria del suono
- Elias Gwinn – ingegneria del suono
- Tim Glasgow – ingegneria del suono
- Johannes Buff – field recording su Late Descent #2
- Greg Calbi – mastering

### Grafica
- Ted Lee – grafica di copertina, design, disegni
- Michael Lavine – fotografia di copertina
- Cody Ranaldo – fotografia, design digitale, assistenza tecnica
- Danielle Petrosa – fotografia